# Бои за Кобани
Бои за Коба́ни — вооружённые столкновения между боевиками Исламского государства, с одной стороны, и курдскими отрядами народной самообороны и поддерживающими их формированиями, с другой, в окрестностях города Айн-эль-Араб (Кобани) (араб. عين العرب, курд. Kobanê или Kobané) на севере Сирии.

## Развитие событий
17 сентября 2014 года, после захвата стратегически важного моста через Евфрат, силы ИГИЛ начали масштабное наступление на курдские территории на севере Сирии, с использованием тяжелого вооружения (танков и артиллерии). Уже в первый же день они смогли захватить 21 деревню в окрестностях Айн-эль-Араб, а ещё через день смогли подойти к городу на 20 километров. В результате этого наступления тысячи курдов были вынуждены бежать в Турцию.
По состоянию на 5 октября 2014 года, под контролем ИГИЛ находились все курдские деревни в окрестностях Айн-эль-Араб (более 350), сам город полностью окружен. В окрестностях города продолжались интенсивные бои, все западные журналисты были эвакуированы.
В тот же день Арин Миркан, участница отряда YPJ (женский аналог отрядов самообороны YPG), подорвала себя вблизи позиций ИГИЛ к востоку от Айн-эль-Араб, убив несколько боевиков ИГИЛ. Это первый известный случай использования смертниц сирийскими курдами за все время конфликта в Сирийском Курдистане.

### Попытка штурма города 6 октября 2014 г.

Карта Кобани на 30 октября 2014 года.

6 октября, после захвата стратегически важной высоты Мистенур, боевики ИГИЛ начали обстрел города из тяжелой артиллерии, затем предприняли попытку войти в город сразу с трех сторон. Асия Абдулла, сопредседатель PYD, находившаяся на тот момент в городе, заявила в интервью корреспондентам BBC, что город, в котором на тот момент ещё оставались тысячи мирных жителей, окружен со всех сторон, и если силы ИГИЛ не будут остановлены, кровопролитие обещает быть большим. На одном из зданий на восточной окраине города появился чёрный флаг, напоминающий флаг ИГИЛ. Тем не менее, курдским отрядам самообороны удалось остановить продвижение ИГИЛ внутрь города; не менее 20 боевиков ИГИЛ было убито.
На следующий день бои возобновились одновременно на всех трех направлениях, после очень короткого затишья. Представители YPG опровергли сообщения о том, что часть города захвачена исламистами (ранее сообщалось, что ИГИЛ взяли под контроль часть промзоны и два квартала города), но признали, что исламисты контролируют отдельные строения на окраинах города, вокруг которых идут ожесточенные бои. По данным из того же источника, в ночь с 6 на 7 октября у южных окраин города было уничтожено не менее 35 боевиков ИГИЛ. Той же ночью во многих городах Турции прошли массовые акции протеста против невмешательства Турции в ситуацию вокруг Айн-эль-Араб.
Днём 7 октября, по сообщениям BBC, продолжались авиаудары по позициям ИГИЛ вокруг города; тем не менее, президент Турции Реджеп Тайип Эрдоган отметил, что этих мер по-прежнему недостаточно для того, чтобы предотвратить падение Айн-эль-Араб. Также сообщается, что в столкновениях с полицией на про-курдской демонстрации в турецком городе Варто погиб один протестующий.. В тот же день в здание Европарламента в Брюсселе прорвалось не менее сотни курдских активистов, требующих немедленных действий мирового сообщества в защиту населения Айн-эль-Араб. Ранее около 60—70 протестующих прорвались в здание парламента Нидерландов в Гааге. Сотни человек вышли на демонстрации в поддержку сирийских курдов и в Лондоне. В двух регионах Турции из-за продолжающихся протестов был введен комендантский час. По состоянию на конец дня 10 октября 2014 года, в этих беспорядках погиб 31 человек, 351 пострадал, более тысячи задержано. По мнению заместителя руководителя отделения Партия справедливости и развития (Турция) в Диярбакыре Месны Шимшека, Турция не будет оказывать помощи курдам, несмотря на протесты. Он также отметил, что в 1990-х гг. в Турецком Курдистане были нередки столкновения между членами РПК и радикальными исламистами, в ходе которых нередко гибло по 10—20 человек в день. Тем временем, по сведениям от SOHR, боевики ИГИЛ смогли взять под контроль около 40 % территории Айн-эль-Араб, в том числе штаб-квартиру курдских сил самообороны.
По мнению находящихся в Айн-эль-Араб наблюдателей, на 12 октября 2014 г. попытку штурма города можно считать отбитой. Тем не менее, боевики ИГИЛ по-прежнему контролировали почти половину территории города, и ожидали прибытия подкреплений для новой попытки штурма.

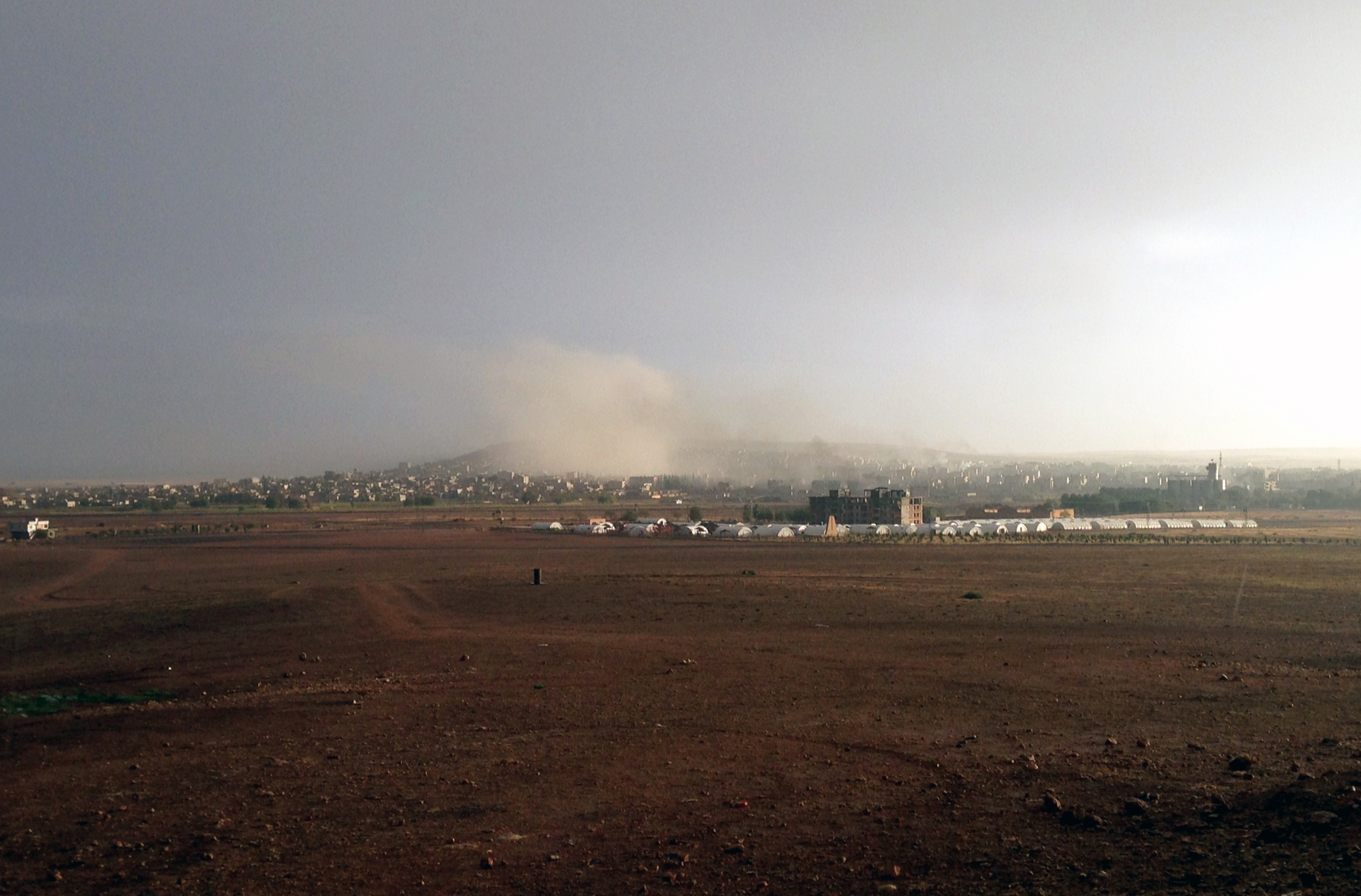
Вид на последствия бомбардировок из турецкого города Суруч 16 октября

Ход наступления боевиков ИГИЛ на Кобани

### Контрнаступление курдов
Вечером 15 октября и в ночь на 16 октября американские самолеты нанесли удары по скоплениям боевиков «Исламского государства» и их технике на востоке города (Айн аль-Араб), а в течение дня 16 октября курды смогли выбить террористов ИГ из центральных и ряда восточных кварталов Кобани. Исламисты понесли тяжелые потери. Таким образом, курдское ополчение освободило более половины города.
19 октября в результате авиаудара было уничтожено здание, в котором проходила встреча лидеров ИГИЛ в регионе, в результате чего погибло около 30 боевиков, в том числе как минимум несколько полевых командиров. По словам курдов, ИГИЛ отступило из города, но довольно большое количество боевиков все ещё находилось в покинутых зданиях на окраинах города, и в целом до 20 % территории города все ещё находились под их контролем. Среди убитых боевиков есть граждане Туниса, Марокко, Саудовской Аравии, а также сирийцы. SOHR называет следующие цифры потерь за все время противостояния: 374 ИГИЛ, 258+ YPG, 20 мирных жителей-курдов и 9 сирийцев-арабов.
Утром 20 октября при помощи самолетов ВВС США в город было доставлено 24 тонны военного и гуманитарного груза от Патриотического союза Курдистана. Тем временем в качестве добровольцев к отрядам YPG присоединяются байкеры из Европы, в том числе граждане Германии и Нидерландов. 21 октября на Youtube появилось видеозапись, из которой стало ясно, что как минимум часть военного груза, предназначавшегося курдам, попала в руки исламистов.
31 октября в город пришли первые подкрепления из Иракского Курдистана — более чем дюжина грузовиков с тяжелым вооружением и боеприпасами, и около 150 бойцов пешмерга. Это был первый случай, когда турецкие власти разрешили проход курдских подкреплений в Кобани через свою территорию. К 3 ноября объединенные силы курдов смогли вернуть под свой контроль 4 деревни к западу от города. 11 ноября Салих Муслим на митинге в Париже заявил, что город будет полностью освобожден в ближайшее время, но задачу курдов осложняет тот факт, что боевики ИГ при отступлении минируют здания. По словам Нарин Африн (командующей отрядами YPJ в Кобани), исламисты отступили с ещё нескольких улиц на юге Кобани за пределы города. Кроме того, при отступлении они взорвали мечеть Рашад, которая предположительно служила их штабом. На следующий день, по сведениям от SOHR, силами YPG был перекрыт основной путь снабжения боевиков ИГ в Кобани.
К концу дня 18 ноября курды смогли восстановить контроль над центром Кобани, захватив 6 зданий (в том числе большой склад с боеприпасами) и уничтожив 13 боевиков ИГ. В общей сложности потери исламистов в разных частях города за этот день составили до 30 человек.
24 ноября, по сведениям от SOHR, в результате наступления на площадь с правительственными зданиями курды вернули под свой контроль здание культурного центра. Кроме того, самолеты коалиции нанесли 5 ударов по позициям ИГ к востоку от города. В целом потери ИГ составили не менее 18 боевиков, имеются потери и со стороны YPG. Согласно пресс-релизу YPG от 26 ноября, силы ИГ в Кобани получили подкрепления из Ракки и Тель-Абъяда, но им не удалось остановить наступление курдов. Al-Arabiya TV утверждает, что на тот момент под контролем YPG находилось уже 90 % площади города.
1 декабря — SOHR сообщает о больших потерях со стороны ИГ (не менее 50 боевиков) в результате продолжающихся авиаударов и боев с курдами. Также сообщается об 11 погибших членах YPG. На следующий день тот же источник сообщил, что YPG продолжили наступление на юге города, заняв один из районов, до этого находившихся под контролем ИГ, и уничтожив 10 боевиков этой организации. К 13 декабря YPG удалось занять позиции на улице Тармек. 15 декабря столкновения между YPG и ИГ продолжились уже на дороге, ведущей из Алеппо в Кобани; кроме того, силы коалиции нанесли не менее 8 авиаударов по позициям ИГ.
5 января 2015 г. отряды YPG освободили от боевиков ИГ район Кобани, в котором располагаются здания местного правительства и силовых структур. Были ликвидированы не менее 14 исламистов, данных о погибших со стороны курдов нет. На следующий день самолеты международной коалиции нанесли 8 ударов по позициям ИГ в окрестностях Кобани, разрушив 14 боевых позиций боевиков и зданий, принадлежавших им. По сведениям от SOHR, в этот день в ходе столкновений в восточных районах Кобани погибло не менее 24 боевиков ИГ, 7 курдов и двое местных жителей.
В ночь с 7 на 8 января курдам удалось остановить крупное наступление боевиков ИГ на Кобани, начавшееся после прибытия свежих подкреплений из мухафазы Ракка. По данным курдского информационного агентства PUKMEDIA, было уничтожено 58 боевиков ИГ, со стороны YPG семеро убито, еще двое получили ранения; курды по-прежнему контролируют 90 % территории города.

### Освобождение города и его окрестностей
26 января, по сообщению от SOHR, курдам удалось установить полный контроль над городом. По мнению пресс-секретаря Пентагона, бой все еще продолжается, и о победе курдов говорить пока рано, но «на данный момент у дружественных сил есть импульс». По его словам, США и союзники нанесли 25 января 17 авиаударов по окрестностям Кобани.
На 30 января контрнаступление курдов продолжается; им удалось вернуть под свой контроль 17 деревень в окрестностях Кобани.
После поражения в Кобани боевики ИГ начали отступление по всем направлениям. К 6 февраля 2015 г. под контроль YPG перешли 65 деревень и значительные территории вокруг Кобани. 10 февраля отряды YPG вышли к реке Евфрат, заняв уже 140 деревень. Командование курдов объясняет такое быстрое отступление ИГ переброской сил в район города Дайр-эз-Заур, который находится в центре нефтеносного района и гораздо важнее в стратегическом отношении, чем Кобани.

## Итоги
По мнению многих СМИ, бои за Кобани имели скорее символическую, чем стратегическую цель — по крайней мере для ИГ. Неудача под Кобани стала, пожалуй, крупнейшим поражением для ИГ на начало 2015 г., особенно учитывая то, что еще в октябре 2014 г. боевики заявляли о взятии города, а в боях за него участвовали одни из самых боеспособных подразделений ИГ, включая иностранных добровольцев.
С курдской же стороны бои за Кобани поспособствовали укреплению связей с умеренной частью ССА. Важность Кобани, одного из крупнейших городов Сирийского Курдистана, очевидна, но победа далась курдам дорогой ценой — большая часть города в ходе боев была разрушена. В том числе были разрушены все три госпиталя в городе, мини-электростанция и водопровод. Ситуация усугубляется тем, что многие беженцы возвращаются в город из лагерей на территории Турции, создавая дополнительную нагрузку на социальные службы. В целом битва за Кобани сравнивается в курдских источниках со Сталинградской битвой, а сам город по аналогии со Сталинградом получил прозвище «Кобаниград». При этом роль курдов в освобождении города и последующем отступлении ИГ крайне слабо освещается в англоязычных СМИ по сравнению с событиями осени 2014 г., что вызывает недоумение у курдской общественности.
Турция также считается в какой-то мере проигравшей стороной, хотя турецкие военные непосредственно не участвовали в боях за Кобани. Политика невмешательства Турции в конфликт (а по мнению курдов — негласной поддержки стороны ИГ в конфликте) серьезно подорвала репутацию правительства Эрдогана как на международной арене, так и в курдских областях Турции. Подробнее о массовых беспорядках в Турецком Курдистане, связанных с ситуацией в Кобани, см. в разделе «Реакция».

## Реакция

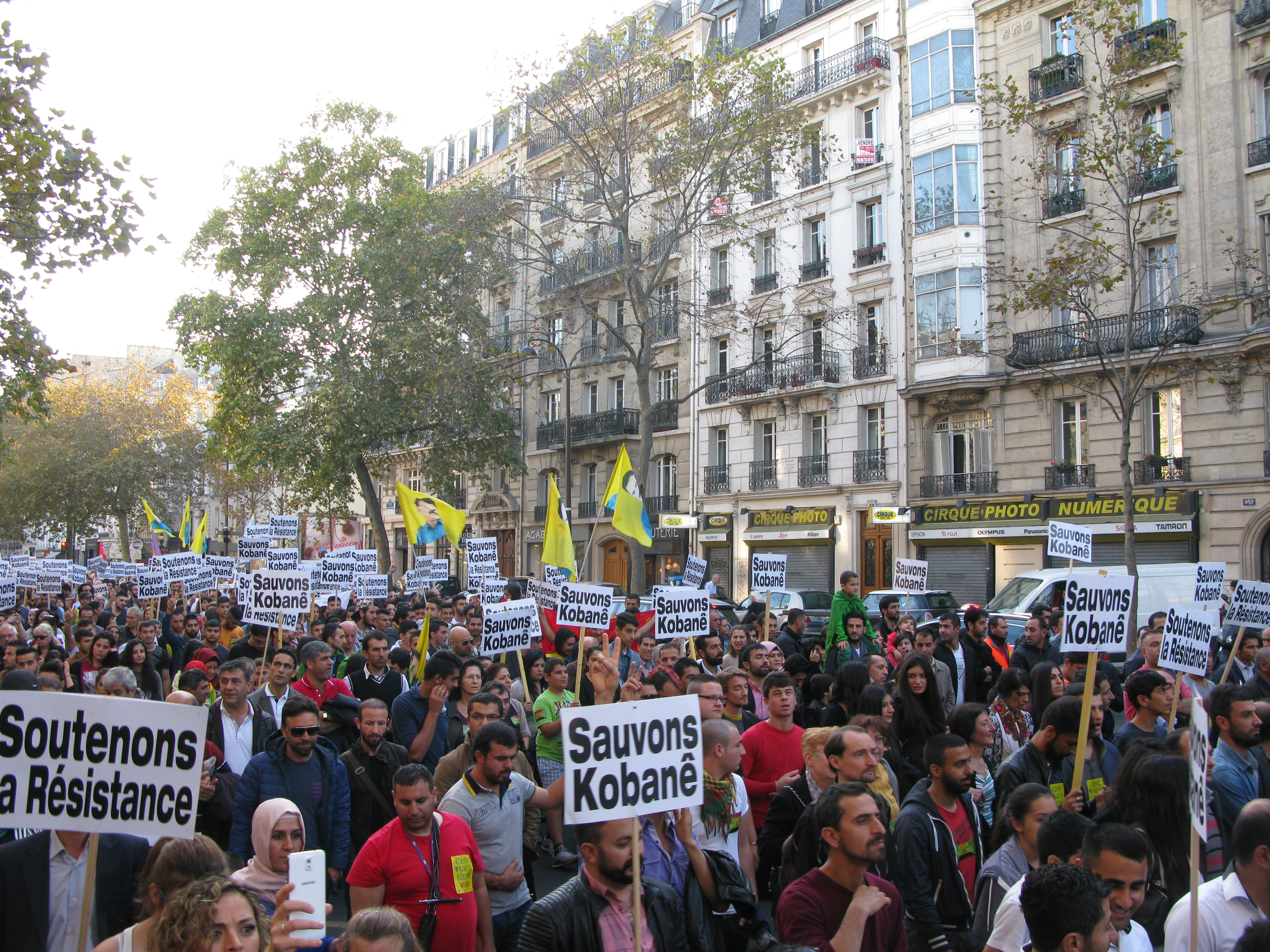
Демонстрация в Париже.

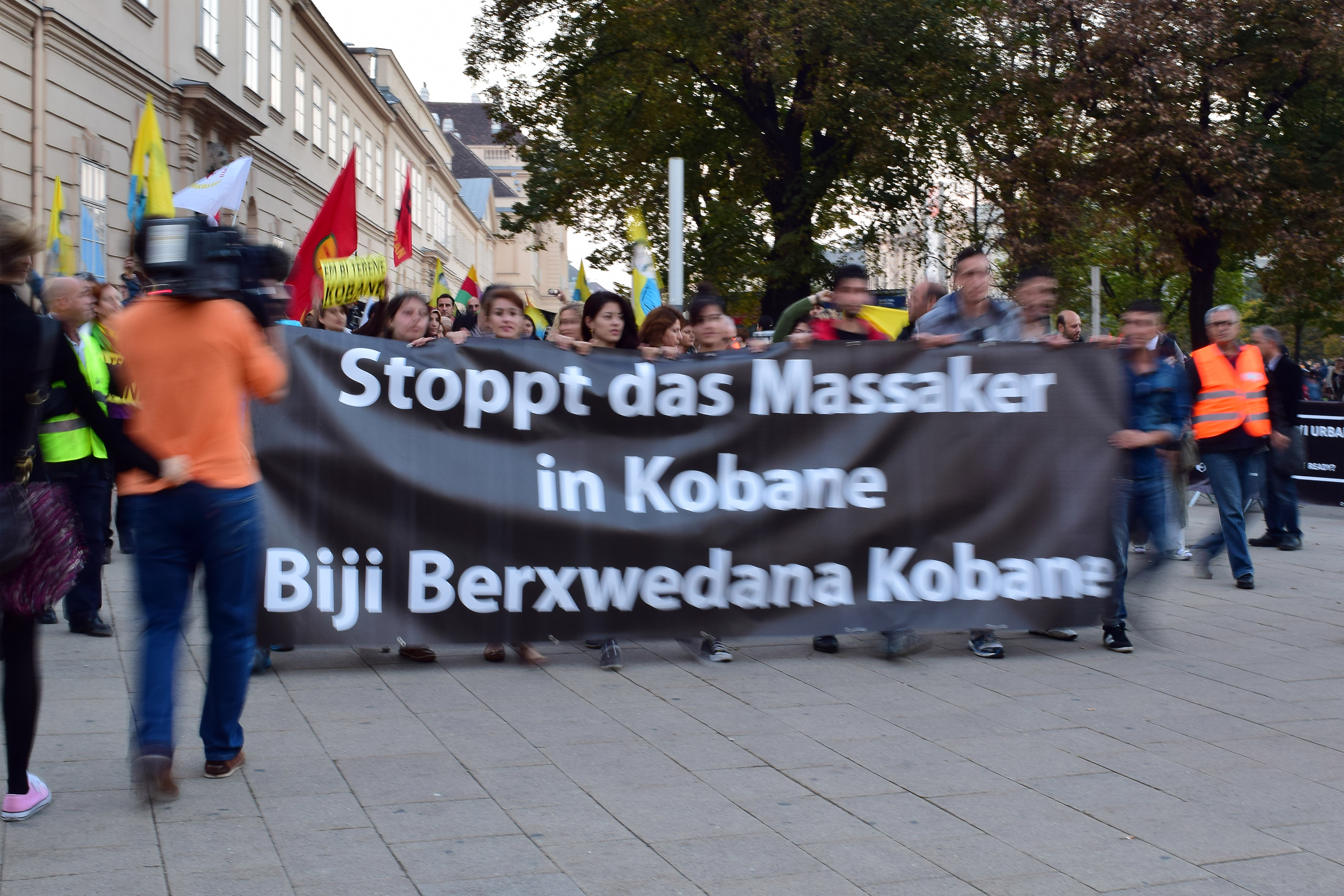
Демонстрация в Вене 10 октября 2014 г.

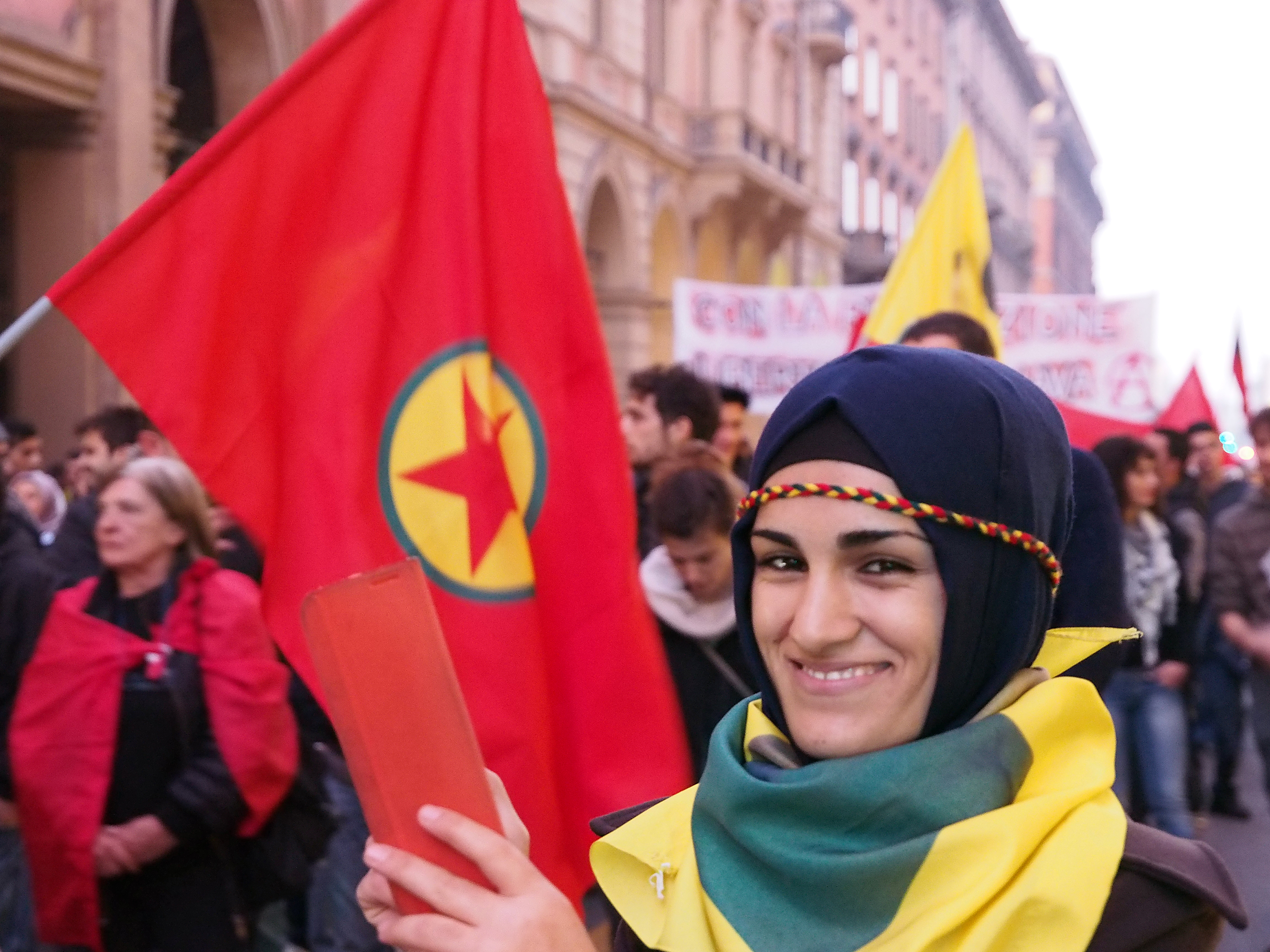
Демонстрация в Болонье 1 ноября 2014 г.

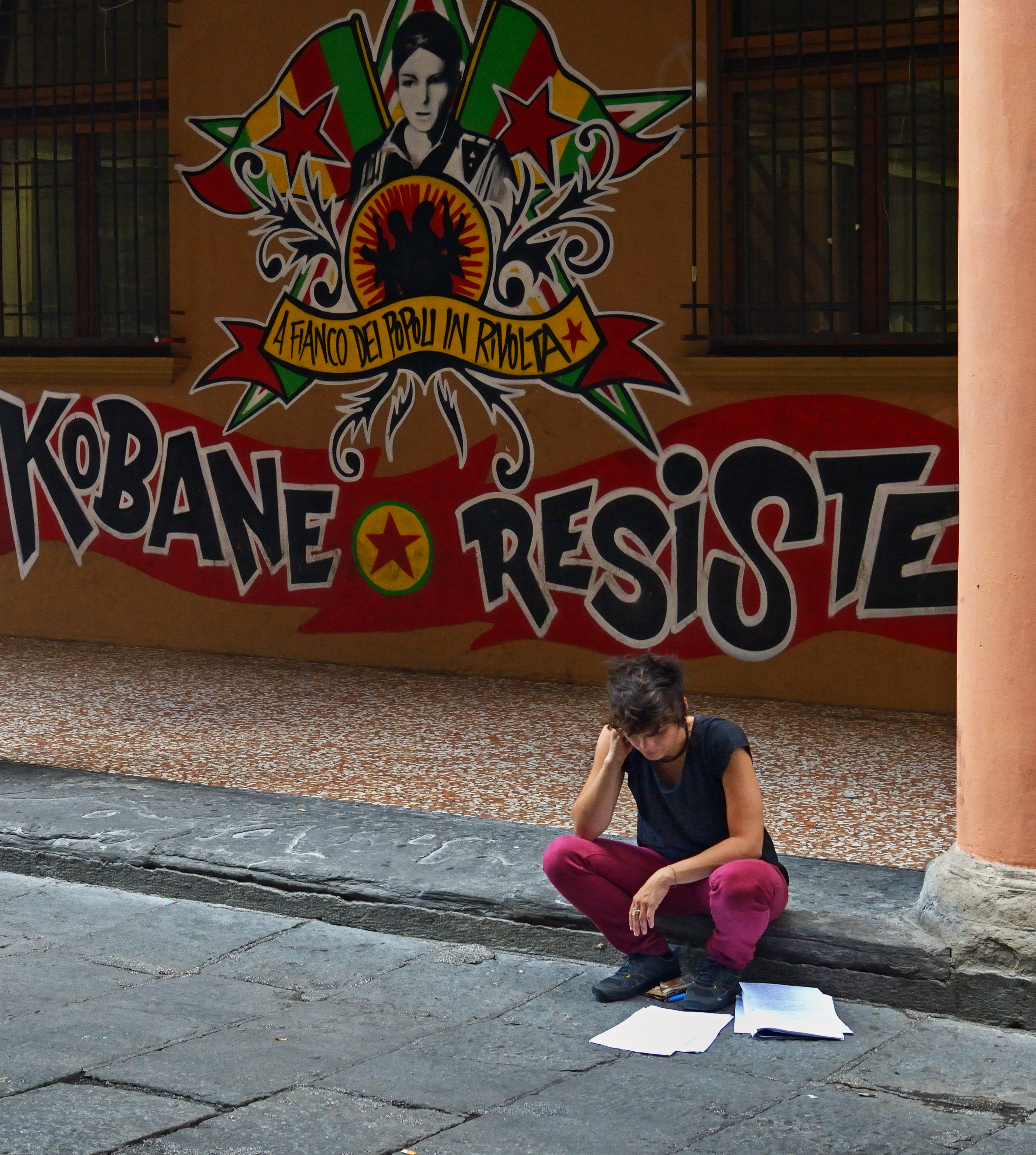
Граффити в Болонском университете

- PYD: Салих Муслим заявил 6 октября 2014 г., что проинформировал все основные международные организации о ситуации в Айн-эль-Араб, и призвал международные миротворческие силы немедленно вмешаться. При этом он отметил, что ответом на его призывы было, по сути, молчание: «ВВС США нанесли удар по позициям ИГИЛ вокруг города, но этого недостаточно». Кроме того, он обвинил правительство Турции в сотрудничестве с ИГИЛ[55]. Следует отметить, что он призывал международное сообщество вмешаться и предотвратить геноцид курдов в Сирии ещё 26 сентября того же года[56].
- РПК: руководство партии возлагает ответственность на Турцию за сотрудничество с ИГИЛ в этом конфликте, и угрожает возобновлением партизанских действией против турецких силовиков.[57] Лидер РПК Абдулла Оджалан исключает возможность каких-либо уступок ИГИЛ со стороны курдов.[58]
- ПСК: В сентябре 2014 года ПСК попросило Иран, Ирак и Турцию оказать помощь курдским ополченцам в Кобани.
- Иракский Курдистан: парламент Иракского Курдистана утверждает, что не может оказать какую-либо помощь курдам в Айн-эль-Араб, так как город со всех сторон находится в окружении враждебных курдам сил, а также из-за «стратегических ошибок» PYD, приведших к отсутствию единства среди политических сил Сирийского Курдистана[59]. Сообщается, что 14 октября 2014 г. сирийские курды получили «чисто символическое» количество военной помощи из Иракского Курдистана, но не могут переправить её в Кобани, так как город окружен, а Турция не соглашается предоставить воздушный коридор[60].
- США: Дженнифер Псаки утверждает от лица Госдепартамента США, что международная коалиция помогает курдам путём авиаударов по позициям ИГИЛ[61]. Представители курдских организаций в США считают, однако, что эти меры совершенно недостаточны, так как они не смогли остановить наступление боевиков[62]. Представитель Пентагона адм. Джон Кирби также считает, что авиаудары не смогут предотвратить падение Айн-эль-Араб; схожей позиции придерживается и бывший глава ВВС Великобритании. В целом, как утверждается, задача США и их союзников в этом конфликте состоит не в том, чтобы спасти население сирийских городов, а в том, чтобы уничтожить командование и инфраструктуру ИГИЛ — в первую очередь, в Ираке.[63]
- Турция: Ахмет Давутоглу утверждает, что правительство Турции делает все возможное, чтобы Айн-эль-Араб не попал в руки экстремистов, и отмечает, что Турция уже приняла не менее 186 тысяч беженцев из этого региона. Тем не менее, официальная Анкара не спешит принимать какие-то конкретные шаги для помощи курдам в Сирии — в первую очередь из-за присутствия там группировок, связанных с Рабочей партией Курдистана.[64] 5 октября 2014 г. турецкие власти эвакуировали две деревни у границе с Сирией в окрестностях Айн-эль-Араб, после того как 5 их жителей пострадали в результате обстрела с сирийской территории.[65] Демонстрации в поддержку курдов разгоняются с применением слезоточивого газа, в результате чего 5 октября пострадала съемочная группа BBC.[66] 13 ноября 2014 г. министр юстиции Турции сообщил, что в результате этих событий было возбуждено 73 уголовных дела в отношении 1598 подозреваемых, 386 человек арестовано.[67]
  - В конце ноября 2014 г. курдские активисты заявили, что есть свидетельства атаки ИГ на Кобани с территории Турции — что, по их мнению, говорит о том, что турецкие власти прямо сотрудничают с ИГ. Правительство Турции отвергло эти обвинения.[68]
  - В поддержку курдов выступили многие леворадикальные организации в Турции — в частности, Революционное Анархистское Действие (тур. Devrimci Anarşist Faaliyet, турецкая федерация-участница IFA).[69]
- Сирия: МИД Сирии утверждает, что любое вмешательство ВС Турции в конфликт будет расценено как акт агрессии.[70] В то же время утверждается, что ВВС Сирии не может наносить авиаудары по позициям ИГИЛ вблизи границы с Турцией, во избежание обвинений во вторжении в воздушное пространство Турции.[71]
- ООН: Пан Ги Мун 6 октября 2014 г. выступил с официальным заявлением по поводу ситуации в Айн-эль-Араб.